# Wieć (obwód kurski)
Wieć (ros. Веть) – wieś (ros. село, trb. sieło) w zachodniej Rosji, w sielsowiecie romanowskim rejonu chomutowskiego w obwodzie kurskim.

## Geografia
Miejscowość położona jest nad rzeką Wieć, 5,5 km od centrum administracyjnego sielsowietu romanowskiego (Romanowo), 12 km od centrum administracyjnego rejonu (Chomutowka), 107 km od Kurska.
W granicach miejscowości znajdują się ulice Centralnaja i Cwietocznaja (53 posesje).

## Demografia
W 2010 r. miejscowość zamieszkiwało 110 osób.